# Detrás de tu mirada
Detras de tu mirada é um álbum de estúdio da boy band porto-riquenha Menudo, lançado em 1991. Faziam parte do quinteto os integrantes: Adrián Olivares e os novos: Abel Talamántez, Alexis Grullón, Andy Blázquez, e Ashley Ruiz.
Esta é a primeira gravação com os quatro mencionados, após Robert, Rawy, Edward e Jonathan deixarem o grupo, alegando abusos físicos, psicológicos e emocionais. Embora Edgardo Díaz, empresário do grupo, tenha negado as alegações, a administração resolveu substituí-los pelos novos membros, em uma tentativa de reestabilizar o Menudo.

## Singles
De acordo com o jornal La opinion, as canções "Bésame en la playa" e "Me sigue pareciendo frío" alcançaram as primeiras posições nas rádios do Peru. Nos Estados Unidos, "Bésame en la playa" alcançou a posição de número 26, na parada musical Hot Latin Tracks, da revista Billboard.

## Recepção crítica
Em relação as resenhas dos críticos especializados em música, o crítico do site AllMusic avaliou com apenas uma estrela entre cinco, apesar disso, não escreveu nenhum comentário para o álbum.

## Desempenho comercial
Em 30 de junho de 2020, a versão digital do álbum atingiu a posição de número 18 na parada musical iTunes Chart da Tailândia. Em 3 de outubro de 2021, o álbum atingiu a 31ª posição na tabela Apple Music Chart, da Suécia.

## Lista de faixas
- Créditos adaptados do CD Detras de tu mirada, de 1991.[13]

| N.º | Título                     | Compositor(es)                          | Cantor(es)      | Duração |  |
| 1.  | "Bésame en la playa"       | Fernando Osorio, Juan Carlos Pérez Soto | Adrián Olivares | 2:53    |  |
| 2.  | "Me sigue pareciendo frío" | Fernando Osorio, Juan Carlos Pérez Soto | Ashley Ruiz     | 3:08    |  |
| 3.  | "Déjame ser"               | Fernando Osorio                         | Alexis Grullón  | 3:04    |  |
| 4.  | "Eres tú"                  | Fernando Osorio, Juan Carlos Pérez Soto | Andy Blázquez   | 2:48    |  |
| 5.  | "Besas mi alma"            | Fernando Osorio                         | Abel Talamántez | 2:57    |  |
| 6.  | "Busco algún ángel"        | Carlos Lara                             | Adrián Olivares | 3:10    |  |
| 7.  | "Hoy sólo quiero"          | Fernando Osorio, Juan Carlos Pérez Soto | Alexis Grullón  | 2:40    |  |
| 8.  | "La chica de al lado"      | Fernando Osorio, Juan Carlos Pérez Soto | Ashley Ruiz     | 3:11    |  |
| 9.  | "Detrás de tu mirada"      | Carlos Lara                             | Andy Blázquez   | 3:55    |  |
| 10. | "Sin ti"                   | Fernando Osorio                         | Abel Talamántez | 3:02    |  |

## Tabelas
| Tabela musical (2020-2021) | Melhor posição |
| -------------------------- | -------------- |
| Suécia (Apple Music Chart) | 31             |
| Tailândia (iTunes Chart)   | 18             |